# Araneus yukon
Araneus yukon là một loài nhện trong họ Araneidae.
Loài này thuộc chi Araneus. Araneus yukon được Herbert Walter Levi miêu tả năm 1971.